# Luther – Ein Film der deutschen Reformation
Luther – Ein Film der deutschen Reformation ist ein deutscher Historienfilm von Hans Kyser aus dem Jahr 1927 und damit einer der ersten Lutherfilme. Der Stummfilm betont Luther als Kämpfer für das Evangelium und entspricht mit der Darstellung des Reformators als „deutscher Held des Protestantismus“ dem damaligen Zeitgeist. Der Film in Starbesetzung ist  die einzige Regiearbeit des Drehbuchautors Hans Kyser.

## Handlung
Der Film beginnt mit Martin Luthers Studium der Rechtswissenschaften. Weiter sind einige fiktive Jugendszenen Luthers zu sehen. So besucht Luther eine kleine Dorfschule und die Schüler wenden sich vom strengen Lehrer ab und dem milden und lebensfrohen Luther zu. Er spielt für die Kleinen sein Saiteninstrument und sie lauschen seiner Musik. Auch der Dorfschullehrer horcht und freut sich über die Abwechslung im Alltag. Doch es gibt auch dunkle Tage in Martin Luthers Leben. In einem Duell stirbt ein Freund von ihm durch einen Schwerthieb. Luther ist erschüttert und verstört. 
Es folgt das bekannte Gewittererlebnis Luthers. Luther schwört, sollte er das Gewitter überstehen, werde er ins Kloster gehen. Hier widmet er sich exzessiv dem Mönchsleben. Er fastet und geißelt sich bis zur absoluten Erschöpfung. Vater Staupitz macht sich Sorgen um den jungen Mönch. Er bringt ihn dazu, in der Bibel zu lesen. Martin beginnt beflissen sein Bibelstudium und eines Tages macht er die Entdeckung, dass Gott kein zürnender Richter ist. Sein Fasten und Selbstgeißeln war der falsche Weg, denn Gott wird Barmherzigkeit zeigen. 
Martin Luther, mittlerweile Doktor der Theologie in Wittenberg, erfährt, dass Johann Tetzel den Gläubigen Ablassbriefe verkauft. Luther schlägt deshalb 95 Thesen gegen diese Ablasspraktik an die Schloßkirche zu Wittenberg an. Doch der höhere Klerus reagiert und Luther muss sich schließlich auf dem Reichstag in Worms vor dem Kaiser verantworten. Luther bleibt jedoch standhaft und widerruft nicht. Nach dem Reichstag will Luther zurück nach Wittenberg reisen, aber auf seinem Heimweg wird er überfallen und auf die Wartburg entführt. Dort ist er vor dem Zugriff des Kaisers und des Papstes sicher. An diesem Ort beginnt er seine Bibelübersetzung.
Der Film endet mit den Bilderstürmen in Wittenberg und Luthers Heimkehr in die Stadt.

## Hintergrund
Auftraggeber des Films war die „Luther-Filmdenkmal. Zentralstelle für die Schaffung eines Lutherfilms“. Durch Spenden finanziert, wurde er in den UFA Studios, Berlin gedreht. Die Produktionsgesellschaft Cob Film übernahm auch den Verleih des Films.
Bei der inoffiziellen Nürnberger Uraufführung des Films am 17. Dezember 1927, so die Zensurunterlagen, gab es „Anlaß zu schweren Auseinandersetzungen zwischen Vertretern des katholischen und des protestantischen Religionsbekenntnisses“. Nach Beschwerden der katholischen Kirche erhielt der Film einige Zensurauflagen. Nach mehrmals unterzogener Zensur wurde der Film schließlich freigegeben. Die eigentliche Premiere fand unter dem Titel Luther dann am 16. Februar 1928 im Berliner UFA-Palast am Zoo statt und der Film wurde erneut zensiert.
Der Stummfilm Luther ist als Archivkopie im Deutschen Filminstitut in Wiesbaden erhalten und wurde auf DVD veröffentlicht (aber nicht vom Deutschen Filminstitut). Die Premierenmusik von Wolfgang Zeller wurde im Filmmuseum Frankfurt gefunden. Eine analoge Restaurierung und Rekonstruktion wurde vom Filmarchiv des Bundesarchivs vorgenommen und am 14. Januar 2017 in Berlin in der Passionskirche (Kreuzberg) mit einer Vertonung von Stephan von Bothmer vorgestellt.
Die Original-Zensurkarte mit den Zwischentiteln ist in der Sammlung von Herbert Birett erhalten geblieben.

## Zeitgenössische Kritik
Am Beispiel von Leo Hirschs Besprechung im Berliner Tageblatt vom 19. Februar 1928 lässt sich die Rezeption in den zeitgenössischen Medien ablesen. Hirsch schreibt: Das Leben in und um Luther wird in einer Legende aus Bildern sichtbar gemacht, in einer religiösen Revue; aber die Revue ist stärker, ehrlicher als das Religiöse und leider auch als das Historische, das Moralische, das Soziale des Films. Im Vordergrund steht die Filmfigur Luther, die Idee der Reformation wird fast mit Willkür verdrängt. Die Folge ist ein Mißgefühl auch den guten Bildern gegenüber.
Martin Luther wird dargestellt als deutscher Heiland und mit sich ringender Revolutionär. Aber all das, wogegen der historische Luther rebelliert, wird nur verstohlen gezeigt. Die Weltlichkeit der Papisten, die „das Volk aussaugte“, erscheint in wundervollen Aufnahmen, die Not des Volkes oft als ein Fastnachtstrubel mit lustigem Ablaßbetrieb. Während der Ablaßhandel nur Anstoß, höchstens Anlaß der Revolte Luthers war, erscheint er hier als Ursache, und das ist, selbst im Verein mit einer Vision und selbst für eine Revue eine nicht stichhaltige Motivierung.
Luther zeigt sich also inmitten mehr oder minder guter Katholiken als der bessere Katholik. Er zieht gen Worms und kommt, in Acht und Bann erklärt, heim, nicht ohne des öfteren in Titeln seine deutsche und „die“ deutsche Sendung zu erwähnen. [Anmerkung: Diese Titel wurden nach der öffentlichen Kritik von der Produktionsfirma reduziert.] In diesen Titeln gilt sein Protest fast mehr der Ausländerei als der Unheiligkeit einer heilig gewesenen Kirche. Auf des Volkes Not antwortet er: ich gebe euch die Bibel deutsch. Der Bauernkrieg wird nur als ein wüster Bildersturm gezeigt, von Karlstadt entfesselt und von Luther durch eine Predigt beruhigt. Mit dem Anfang des Bauernkrieges hört der Film auf und verschwimmt in Symbolismen, wo Luthers eigentliche Tragik beginnt.
Aber der Film als Bildrevue ist trotzdem ausgezeichnet. Hans Kyser schrieb und drehte ihn mit U. J. Krafft. Auf dem rollenden Band bleibt als Martin Luther verhalten und eindringlich Eugen Klöpfer allein, während alle guten und bösen Großen der Epoche, gespielt von unzähligen besten Berliner Schauspielern, in Sekundenrollen vorüberziehen. Ihre Masken sind herrlich, zum Spielen durften nur Tiedtke, Lettinger, Elsa Wagner, Pavanelli, Kraußneck und Vallentin kommen.
Die Regie hat in der Revue nicht wie im epischen oder dramatischen Film zu kontrastieren, zu straffen, spielen zu lassen, sondern schöne Bilder aneinanderzufügen. Und diese Bilder sind schön und sehr kunstgerecht komponiert. Glücklicherweise hat man, obwohl der Film „historisch“ ist, den Holzschnittstil vermieden und dafür kernig satte Gemälde gestellt, die ein Augenschmaus sind.